# Ямамото, Мика
Мика Ямамото (яп. 山本 美香 Ямамото Мика, 26 мая 1967, Цуру, Яманаси, Япония — 20 августа 2012, Алеппо, Сирия) — японская видео- и фотожурналистка, победительница японского новостного агентства «Japan Press». Ямамото была убита 20 августа 2012 года, когда снимала Сирийскую гражданскую войну в Алеппо. Она была первой японской и четвёртой иностранной журналисткой, убитой в Сирийской революции, начавшейся в марте 2011 года. Она была пятнадцатой журналисткой, убитой в Сирии в 2012 году.

## Семья
Ямамото родилась в Цуру, в префектуре Яманаси, 26 мая 1967 года. У неё было две сестры, и её отец, Кодзи Ямамото, — бывший репортёр «Asahi Shimbun». Окончила университет Цуру.